# Mariella Bertheas
 (décembre 2021).
Si vous disposez d'ouvrages ou d'articles de référence ou si vous connaissez des sites web de qualité traitant du thème abordé ici, merci de compléter l'article en donnant les références utiles à sa vérifiabilité et en les liant à la section « Notes et références ».
Mariella Bertheas, née le 4 avril 1947 à Mâcon, est une personnalité française spécialisée dans la création et le développement de fondations d’entreprises.

## Biographie
Mariella Bertheas passe son Bac à Mâcon. Elle découvre le milieu parisien lors de vacances à Biarritz où elle côtoie la « jeunesse dorée » de la capitale. Elle est ensuite inscrite à l’université de Lyon mais très vite elle part en Angleterre, et voyage en Europe et aux États-Unis. Après un passage par la Sicile et un séjour de deux ans à Barcelone, elle arrive à Paris à la fin des années 1970 et commence à travailler dans la presse et à la radio. Elle effectue un tour de France avec une croisade humanitaire pour le Sahel (Pour SOS Sahel international), soutenue par Iveco et le groupe Taittinger.
Elle dirige ensuite la radio de la Fondation Marcel-Bleustein-Blanchet pour la vocation. Elle crée la fondation Jacques-Douce en 1983, le plus prestigieux concours de créateurs d'entreprises de moins de trente ans dans le domaine de la communication. Passionnée par le mécénat d'entreprise elle commence alors une activité dans ce secteur. En 1988, grâce à Antoine Riboud, elle crée un lieu consacré à l'aventure humaine : l’« espace Kronenbourg Aventure » (dessiné par l'architecte Jean-Michel Wilmotte), avenue George-V à Paris. À sa fermeture en 1993, Daniel Richard président du catalogue des 3 Suisses lui confie la création d'une fondation d'entreprise (toujours pour les moins de trente ans).
À partir de 1998, elle développe des actions de mécénat chez Sephora (sur le thème de l'Inde, et de l’Égypte, et des expositions d'art contemporain avec Fabrice Hyber notamment).
De 2004 à 2009, elle est Maître de conférences à Sciences Po et anime un cours original intitulé "le labo du possible, réalisez vos rêves".
En 2005, Christine Lagarde successivement Ministre du commerce extérieur, Ministre de l'agriculture, Ministre de l'économie et de finances la nomme "Chargée de Mission auprès du ministre" dans son cabinet.
En 2012, elle est conseillère du président du Comité économique et social, Henri Malosse, européen à Bruxelles.
En 2014, elle lance le MMB (Mouvement Mariella Berthéas) pour aider les créateurs d'entreprise de 45 ans et plus.

## Décoration
- Chevalier de la Légion d'honneur (2001)[1]